# روس غان
روس غان (بالإنجليزية: Ross Gunn)‏ هو عالم نووي وفيزيائي ومهندس أمريكي، ولد في 12 مايو 1897 في كليفلاند في الولايات المتحدة، وتوفي في 15 أكتوبر 1966 في نيويورك في الولايات المتحدة.